# 捕捉
| ウィキペディアには「捕捉」という見出しの百科事典記事はありません（タイトルに「捕捉」を含むページの一覧/「捕捉」で始まるページの一覧）。 代わりにウィクショナリーのページ「捕捉」が役に立つかもしれません。 |